# 白马管巢蛛
白马管巢蛛（学名：Clubiona baimaensis）为管巢蛛科管巢蛛属的动物。在中国大陆，分布于四川等地。该物种的模式产地在四川武隆。